# ブルキナファソ

ブルキナファソ
Burkina Faso

国の標語：La Patrie ou la mort, nous vaincrons
（フランス語: 祖国か死か、我らは勝つ。）
国歌：Une Seule Nuit（フランス語）
ある一夜

ブルキナファソ（フランス語: Burkina Faso）は、西アフリカにある共和制国家。北はマリ、東はニジェール、南東はベナン、トーゴ、南はガーナ、南西はコートジボワールと国境を接する。首都はワガドゥグーである。

## 概要

アフリカにおけるブルキナファソの位置

ブルキナファソ最大の民族集団は、11世紀から13世紀にかけてこの地に定住したモシ人である。モシ人はモシ諸王国と呼ばれる国々を築き、ヴォルタ川上流地域一帯での支配を強めてきた。19世紀末にはフランスの侵略を受け、フランス領西アフリカの一地域として植民地化される。その後、フランス共同体内の自治国を経て1960年にオートボルタ共和国として独立した。独立以来ブルキナファソは旱魃、飢餓、腐敗にさらされ続けており、政情も安定せず幾度となくクーデターが繰り返されてきた。
国名を「高潔な人々の国」を意味するブルキナファソに改称し、現在の国旗を制定したのは、ブルキナファソの「建国者」であり、1983年の軍事クーデターで実権を握ったトーマス・サンカラである。サンカラは社会主義経済体制下で、全国的な識字キャンペーン、農民への土地の再分配、鉄道と道路の建設、女性器切除・強制結婚・一夫多妻制の非合法化など、社会経済改革に着手した。
2010年代半ば以降アルカイーダ系やイスラム国系のイスラム武装勢力が活動を活発化させており、ブルキナファソ国内の情勢は悪化の一途を辿っている。2023年2月末時点で約200万人が国内避難民としての生活を余儀なくされている。2022年には治安回復を訴える軍部がクーデターを引き起こし実権を掌握（2022年ブルキナファソクーデター）、現在に至るまで軍事政権が続いている。
GDPは162億2,600万ドルで、国連からは後発開発途上国と位置づけられている。人口の約63.8%がイスラム教を、26.3%がキリスト教を信仰している。かつてはフランス語が公用語とされていたが、2024年1月に施行された新憲法により英語と並ぶ作業言語に格下げとなった。同国政府によって公式に認められている先住民族の言語は60語が確認されており、最も一般的な言語であるムーア語は、人口の半分以上から使用されている。アフリカ第5位の金産出量を誇り、GDPの8割を金輸出に依存している。
独立後はフランスから離れて非同盟路線を歩み、東側諸国と友好関係を築いたが、1987年以降はフランスとの関係を最重視している。また、ブルキナファソは国連、イスラム協力機構の加盟国であり、アフリカ非核兵器地帯条約にも参加しているほか、国際通貨基金、世界銀行、世界貿易機関にも所属している。一方で、2022年軍事クーデターの制裁としてフランコフォニー国際機関とアフリカ連合（AU）からは加盟資格停止処分を受けている。また、同じく加盟停止処分を受けていた西アフリカ諸国経済共同体（ECOWAS）からは脱退している。

## 国名
元々ヴォルタ川の上流に位置するフランスの植民地であったために、オートボルタ (Haute-Volta) と名付けられていた。ブルキナファソのフランス語、英語の正式国名はBurkina Fasoであり、1984年当時の大統領トーマス・サンカラによって改名された。ブルキナ共和国（Republic of Burkina）と表記する場合もある。ただし同国大統領はフランス語でファソ大統領（Président du Faso）と呼称される。国民・形容詞の英語はBurkinan, 又はBurkinabe(bèはフラニ語の接尾辞)。
国名は「ブルキナ」と「ファソ」に意味が分かれており、また単語の言語も異なる。「ブルキナ」はモシ語で「高潔な人」、「ファソ」はジュラ語で「祖国」を意味する。

## 歴史

### モシ人
伝説上では11世紀ごろ、この地域にモシ人が侵入してモシ王国を建設した。モシ王国は実際にはモシ王国群と呼ぶべきもので、最も強力なワガドゥグー王国を中心に、ヤテンガやテンコドゴなどいくつかの王国からなっていた。モシ王国は14世紀から16世紀にかけて最盛期を迎え、マリ帝国やソンガイ帝国といったニジェール川流域帝国と戦争を繰り返した。その後周辺地域に侵攻を行うことはなくなったものの、モシ王国群はこの地域で結束と独立を保ち続け、19世紀まで存続した。

### フランス植民地時代

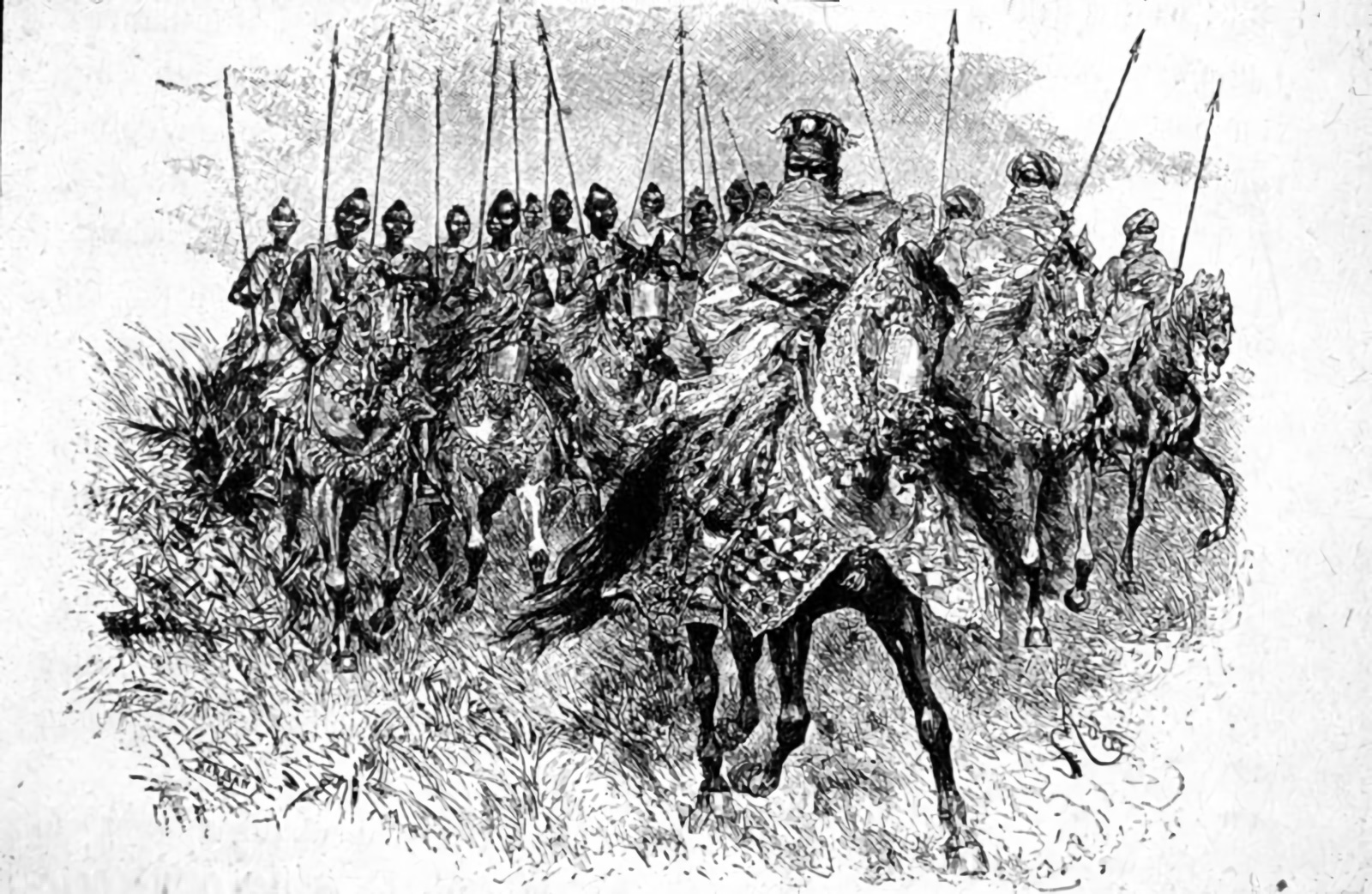
モシ人の騎兵隊（1890年）。

1884年から1885年にかけて開催されたベルリン会議 (アフリカ分割)でヨーロッパ列強諸国がアフリカ分割の動きを強めると、西アフリカにはフランスが進出し、1896年にモシ王国の中心であるワガドゥグーがフランスの保護領となった。1898年には現在のブルキナファソに相当する領域全体がフランス保護下に入り、1904年に周辺諸国と共にセネガルのダカールを中心とする広大なフランス領西アフリカの一部としてフランス植民地帝国を構成した。ただしフランスはこの地域では間接統治を行い、モシ王国や旧来の権力構造は残存した。1919年には仏領オートボルタ植民地が成立し、1932年にいったん周辺植民地に分割されたものの、地域的なまとまりの強かったこの地は1947年に再び単独の植民地となった。

### 独立
第二次世界大戦後の1958年にフランス共和国の自治共和国（フランス共同体）となり、「アフリカの年」こと1960年にオートボルタ共和国（フランス語: République de Haute-Volta）として独立した。オート・ボルタとはボルタ川の上流という意味である。初代大統領はモーリス・ヤメオゴであった。1966年にサンゴール・ラミザナによるクーデターが発生しヤメオゴは失脚、ラミザナは1980年にセイェ・ゼルボのクーデターで打倒されるまで、大統領を務めた。ゼルボ大統領も1982年にジャン＝バプティスト・ウエドラオゴのクーデターによって失脚した。

### サンカラ革命
1983年にブレーズ・コンパオレによるオートボルタ時代最後のクーデターが起こり、ウエドラオゴ大統領は失脚、かつて首相でありながらも失脚していたトーマス・サンカラが大統領に就任した。サンカラは社会民主主義、革命的民主主義を掲げて社会主義路線を推進し、ブルジョワジーや伝統的首長、イスラームのマラブー（聖人）と対抗しながら、女性の地位向上、識字運動、福祉の向上などを図り、旧宗主国のフランスや領土問題を抱えていた隣国のマリ共和国と対立する一方で、キューバ、リビア、アンゴラ、モザンビーク、北朝鮮、ベナンなどの社会主義国と友好関係を築いた。1984年8月にサンカラは革命事業の一環として国名をオート・ボルタから現在のブルキナファソ（「清廉潔白な人たちの国」の意）に変更し、自ら新国歌「ある一夜」の作詞もした。サンカラへの支持は国民からも高く、「アフリカのチェ・ゲバラ」の異名を取ったカリスマ的な政治家だった。サンカラ政権下の1985年に、ブルキナファソはアガシェ地帯紛争にてマリ共和国と交戦した。

### コンパオレ政権以後
1987年10月15日、サンカラが独裁的かつ行き過ぎた社会主義路線をとっているとして、側近のブレーズ・コンパオレがクーデターを起こし、サンカラは暗殺された。コンパオレは人民戦線を設置し、人民戦線議長（国家元首）に就任。1990年10月にサンカラ時代の急進的左翼路線を放棄し、複数政党制や大統領の直接選挙を柱とする憲法を国民投票にかけ、1992年には複数政党制による総選挙が実施され、大統領に選出された。以後、7年の任期を2回、任期の長さを批判されて短縮された5年の任期を2回、都合27年にわたり大統領として君臨。2014年、翌年の大統領選挙に向けて3選を禁止していた憲法の改正に着手しようとしたところ国民が反発し、同年10月には首都において数十人の死者が出る暴動に発展した（2014年ブルキナファソ反政府運動）。この混乱に対し、軍が収拾に乗り出し内閣を総辞職させ、夜間外出禁止令を出し政権を掌握。事実上、コンパオレ政権が崩壊した。
政権を掌握した軍はいったんオノレ・トラオレ陸軍参謀長の元首就任を発表したものの、軍内部や市民からの反発を受け、11月1日にイザック・ジダ中佐が暫定元首に就任。同月には民間人のミシェル・カファンドが暫定大統領に就任し、ジダを暫定首相に任命した。

### 2015年クーデター
2015年9月16日、コンパオレとつながりのある大統領警備隊兵士がカファンド暫定大統領とジダ暫定首相、ほか閣僚2名を拘束し、翌17日にクーデターを宣言した。クーデター派は国民民主評議会を設置し、議長にはコンパオレ政権で参謀総長を務めたジルベール・ディエンデレを指名。暫定政権を解散させ、国境を封鎖し、夜間外出禁止令を出した。同日、フランスのフランソワ・オランド大統領がクーデターに対する非難を表明。18日、クーデター派は拘束していたカファンドと閣僚2人を解放。封鎖していた国境を開放した。同日、危機打開に向け、西アフリカ諸国経済共同体(ECOWAS)議長国セネガルのマッキー・サル大統領と、ベナンのヤイ・ボニ大統領がワガドゥグーに到着した。一方、アフリカ連合(AU)は平和安全保障理事会後、ブルキナファソの加盟国資格の即時停止を発表。クーデター参加者の渡航禁止と資産凍結を全加盟国に呼び掛けた。21日、クーデターに反対する政府軍部隊が事態収拾を目指しワガドゥグーに入りクーデター派に武装解除を迫ったことにより、22日に拘束していたジダを解放し降伏に向けた協議に入る。23日、交渉が妥結したことによりカファンドが暫定大統領に復帰し、クーデターの終結を宣言。カファンドの職務復帰から数時間後、ディエンデレもクーデターの終結を宣言し、反乱部隊と政府軍との全面戦闘は回避された。

### 2015年民政復帰後
11月には大統領選挙が実施され、ロック・マルク・クリスチャン・カボレ大統領が就任して民政復帰した。
2015年以降の政変で政府が弱体化すると、隣国のマリからイスラム系武装組織が北部に侵入。治安部隊への攻撃が繰り返されている。2019年9月には、北部の都市バルサロゴで人員と物資を輸送していた車両が即席爆発装置により破壊され、乗っていた15人以上が死亡した。一方、政府軍側も武装組織側に対して非公表の反撃を加えており、2020年、国際人権団体はブルキナファソ北部で軍により埋葬された男性180人以上の遺体を発見したとして報告書を公開した。

### 2022年の政変
2022年1月23日に国軍兵士らは国内各地の軍事基地で蜂起し、台頭するイスラム系武装組織に対抗するため政府に軍備増強と軍上層部の解任を要求した。24日、兵士らは首都ワガドゥグーを制圧し国営テレビの生放送で憲法の停止、政府と議会の解散、そして権力の掌握を宣言した（2022年ブルキナファソクーデター）。31日、AUおよびECOWASは加盟資格の停止を発表した。また代表団がクーデター後行方不明となっていたロック・カボレ前大統領を訪問した。この数時間後に軍部は憲法の再開を発表し、ポール＝アンリ・サンダオゴ・ダミバを暫定大統領に任命した。
2022年9月30日、軍部の反乱グループが国営テレビなどを占拠し、ポール＝アンリ・サンダオゴ・ダミバ暫定大統領の解任、国境の閉鎖と憲法の停止などを発表。新たな政権トップにイブラヒム・トラオレ大尉が就くとした。10月1日、ダミバは大統領府のフェイスブックに声明を掲載し、自身の追放を発表した反乱部隊に対し「正気に戻れ」と求め、クーデターの報道後、初めて健在を主張した。2日、ダミバは辞任に同意した。ダミバは辞任に当たり、身の安全の保証や2年以内の民政復帰など「7項目の条件」を付け、トラオレが受け入れた。5日、トラオレが大統領に任命された。2024年1月28日にはECOWASからの脱退を発表。
当初民政移行は2024年7月に設定されていたが、2024年5月にイスラム過激派の活動による治安悪化を理由に5年延長され2029年7月となった。

## 政治

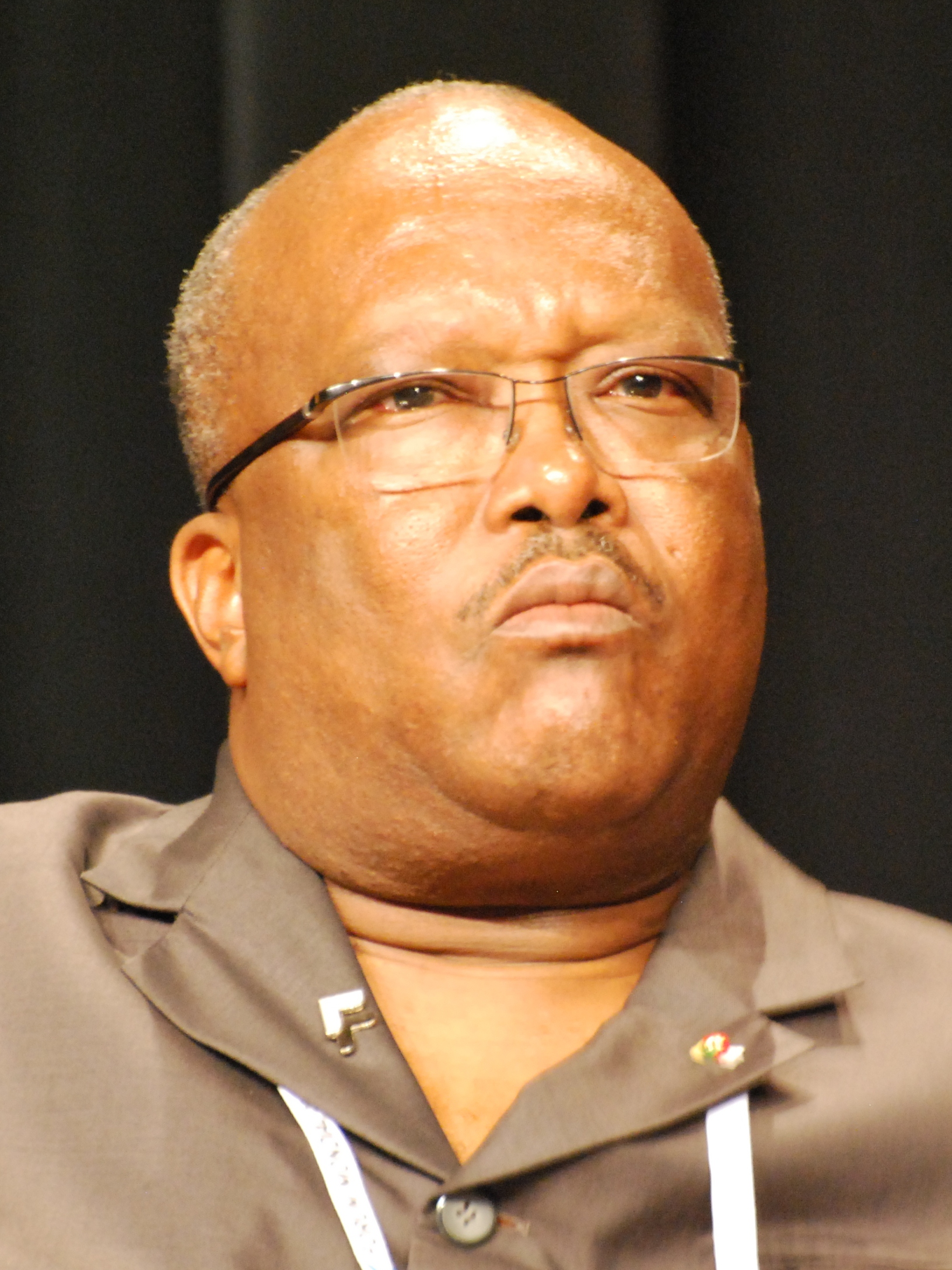
第7代大統領ロック・マルク・クリスチャン・カボレ

ブルキナファソは共和制、大統領制をとる立憲国家である。現行憲法は1991年6月11日に制定されたもの。

### 行政
国家元首である大統領は、国民の直接選挙により選出され、任期は5年。3選は禁止されている。首相は国民議会との協議に基づき、大統領により任命される。内閣に相当する閣僚評議会のメンバーは、首相の推薦に基づき、大統領が任命する。

### 立法
議会は一院制で、正式名称は国民議会。定数127議席。議員は比例代表制に基づく選挙で選出され、任期は5年である。

### 政党
主要政党としては、ロック・マルク・クリスチャン・カボレ大統領率いる進歩人民運動（MPP）が2015年選挙で55議席を得、第一党となっている。次いで、進歩再生連合（UPC）が33議席で第2党となっている。前大統領ブレーズ・コンパオレの与党であった民主進歩会議（CDP) はコンパオレ政権下で圧倒的な議席数を得ていたものの、政権崩壊後の2015年選挙では18議席、第3党となった。

### 司法
最高司法機関は最高裁判所である。

## 国際関係
ブルキナファソはかつて1961年12月から1973年10月まで台湾、1973年9月から1994年2月まで中国と国交を持っていた。1994年2月から台湾と復交して中国と断交していたが、2018年5月24日に再度台湾との断交を発表し、5月26日に中国と復交した。なお、2017年に中国から500億ドルの供与を条件に中国との復交と台湾との断交を持ちかけられたが当時は断っている。

### 日本との関係
1960年のオート・ボルタ共和国の独立と同時に同国を承認、1979年より経済協力を開始した。当初は食糧援助や肥料などの援助が中心で、水、教育などに協力分野を広げ、今では保健、農業、環境と協力分野が広がっている。日本との貿易は日本の大幅な黒字であり、日本からは機械類や自動車が主に輸出される。ブルキナファソから日本への輸出品はゴマがほとんどであり、2016年には、ブルキナファソの対日輸出の96.3％がゴマによって占められていた。2017年データでは、ブルキナファソは日本のゴマ輸入国第1位となっており、日本のゴマ輸入量の約27％がブルキナファソ産によって占められていた。
2009年1月に在ブルキナファソ日本国大使館が開館した。経済協力分野に加え、日本国大使館や国際交流基金が主催する文化面での交流も活発に行われるようになった。また、2009年には同国では初めてとなる文部科学省国費留学生選考試験が行われるなど人物交流も盛んである。初代駐ブルキナファソ特命全権大使は杉浦勉が務めた。
2010年から2013年までサッカーブルキナファソ代表のウィルフリード・サヌがJリーグの浦和レッズや京都サンガF.C.に所属し活躍した。
2015年8月、前年より練習生として四国アイランドリーグplusの高知ファイティングドッグスに所属していたサンホ・ラシィナが高知球団と選手契約を結び、ブルキナファソで初めてプロリーグに所属する野球選手となった。
- 在留日本人数 - 59人（2021年1月現在）[43]
- 在日ブルキナファソ人数 - 178人（2019年12月現在）[43]

## 地理

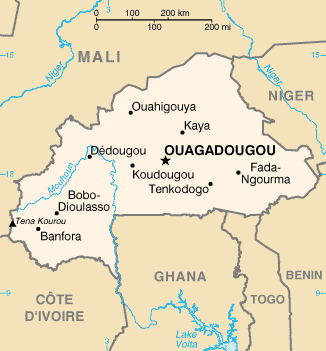
ブルキナファソの地図

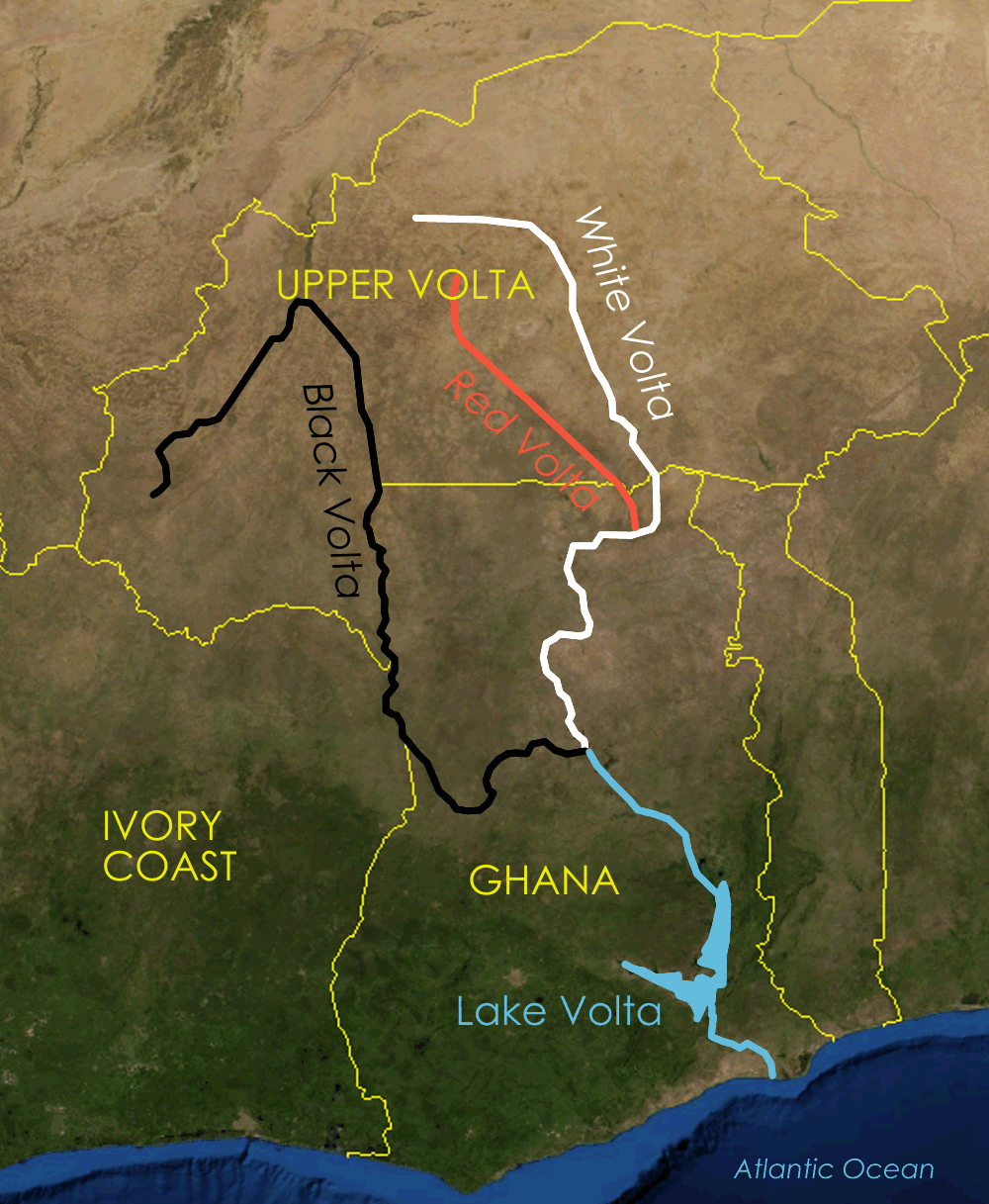
ヴォルタ川の色分け

ブルキナファソのケッペン気候区分図

ブルキナファソの国土は標高180mから300mほどの高原をなしており、全体的に起伏が乏しく平坦な地形をしている。西部には丘陵が存在するが、国土の最高地点でも749mにすぎない。国土を北から南へ3本のヴォルタ川の支流が流れ、これがかつての国名である「オート・ボルタ」の由来ともなった。この3本の支流のうち、最も西を流れるのが黒ヴォルタ川である。赤ヴォルタ川は国土の中央部を流れ、そのやや東を白ヴォルタ川が流れている。これらの河川はガーナ国内で合流し、最終的にはギニア湾に注ぐ。
降水量は緯度にほぼ比例し、北へ行くほど降水量は少なくなる。南部はケッペンの気候区分ではサバナ気候 (Aw)に相当し、サバナが広がる。最も雨の多い南西部の降水量は年間約1150mm程度である。首都ワガドゥグーを含む中部はステップ気候（BS)に属する。国土の北部はサヘル地帯にあたり、砂漠化が少しずつ進行している。最北部の年間降水量は250mm程度に過ぎない。

### 生態系
ブルキナファソには、西アフリカの多くの国よりも多数のゾウの生息が確認されている。また、ライオンやヒョウ、バッファローの生息も確認されている。なお、ブルキナファソの動植物は現在4箇所の国立公園（アーリ国立公園、ドゥ・バレス国立公園、カボレ・タンビ国立公園、西ニジェール国立公園）で保護されている。

## 地方行政区画

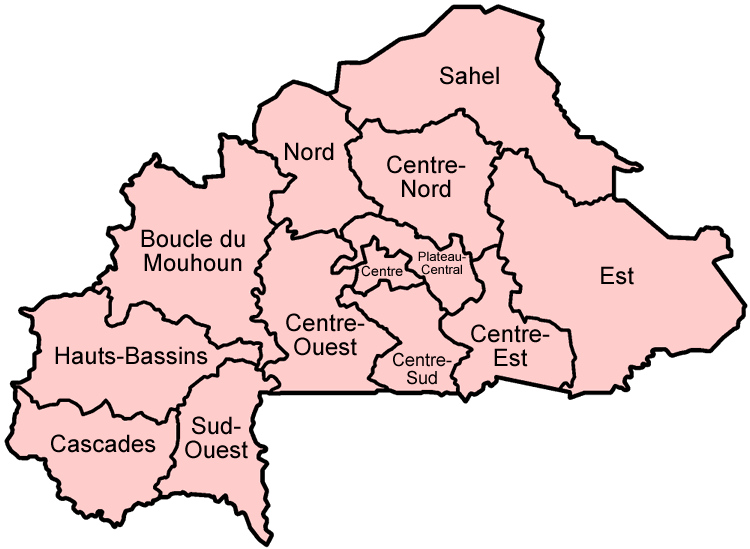
ブルキナファソの地方

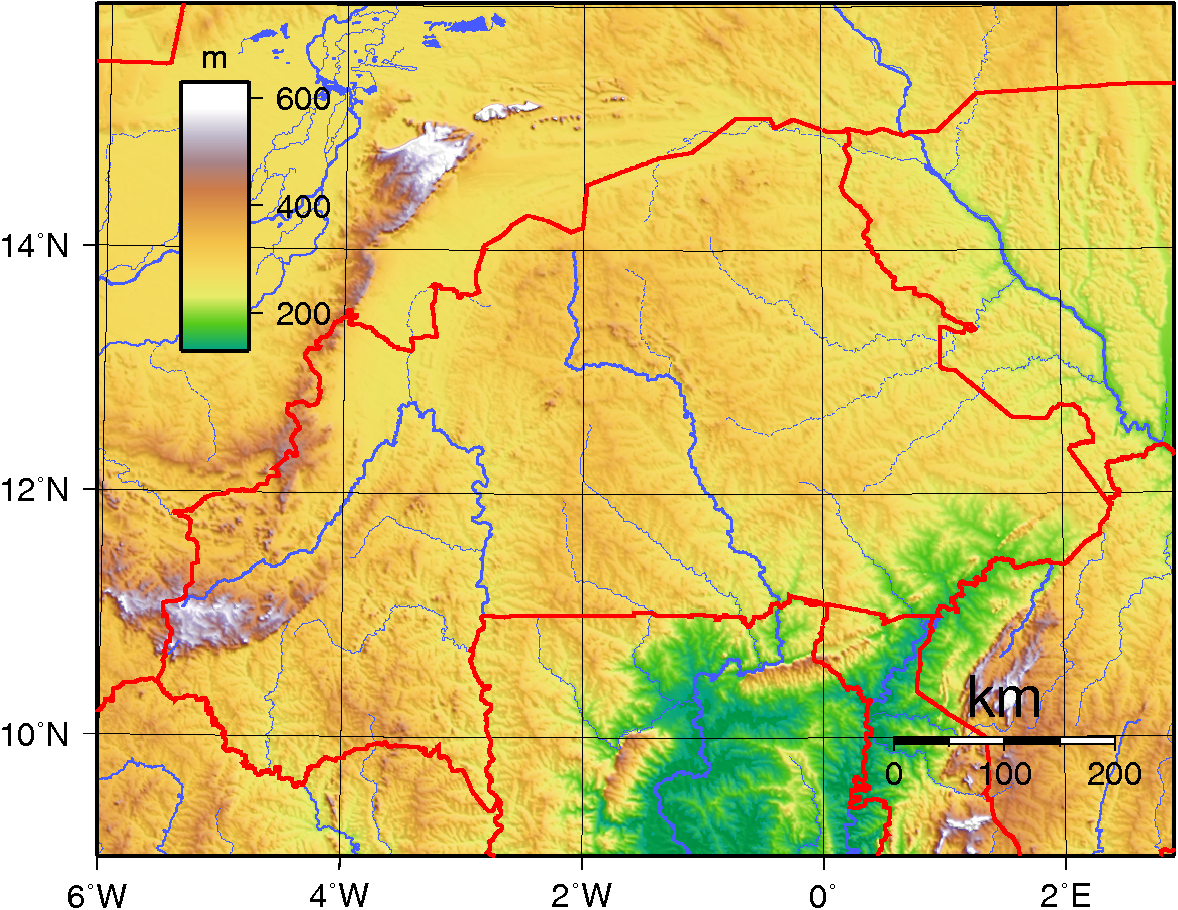
地形図

ブルキナファソは13地方、45県、301郡に分割されている。
- ブクル・デュ・ムウン地方(Boucle du Mouhoun)(コッシ県・スル県・ナヤラ県・バレ県・バンワ県・ムフン県)
- カスカード地方(Cascades)(コモエ県・レラバ県)
- 中部地方(Centre)(カディオゴ県)
- 中東部地方(Centre-Est)(クリテンガ県・クルペロゴ県・ブルグ県)
- 中北部地方(Centre-Nord)(サンマテンガ県・ナメテンガ県・バム県)
- 中西部地方(Centre-Ouest)(サンギエ県・シッシリ県・ジロ県・ブルキアンデ県)
- 中南部地方(Centre-Sud)(ズンドウェオゴ県・ナウリ県・バゼガ県)
- 東部地方(Est)(グナグナ県・グルマ県・コモンジャリ県・コンピエンガ県・タポア県)
- 上流域地方(Hauts-Bassins)(ケネドゥグ県・トゥイ県・フエ県)
- 北部地方(Nord)(ゾンドマ県・パッソレ県・ヤテンガ県・ロルム県)
- 中央大地地方(Plateau-Central)(ウブリテンガ県・ガンズル県・クルウェゴ県)
- サヘル地方(Sahel)(ウダラン県・スム県・セノ県・ヤガ県)
- 南西部地方(Sud-Ouest)(イオバ県・ヌンビエル県・ブグリバ県・ポニ県)

### 主要都市
最大都市は首都のワガドゥグーである。ワガドゥグーは国土のほぼ中央に位置し、政治の中心地である。これに次ぐ都市は西部のボボ・ディウラッソである。ボボ・ディウラッソは周辺の農産物の集散地となっている。ブルキナファソの都市としてはこの両都市が突出しており、これ以外に人口10万人を超える都市は存在しない。

## 経済

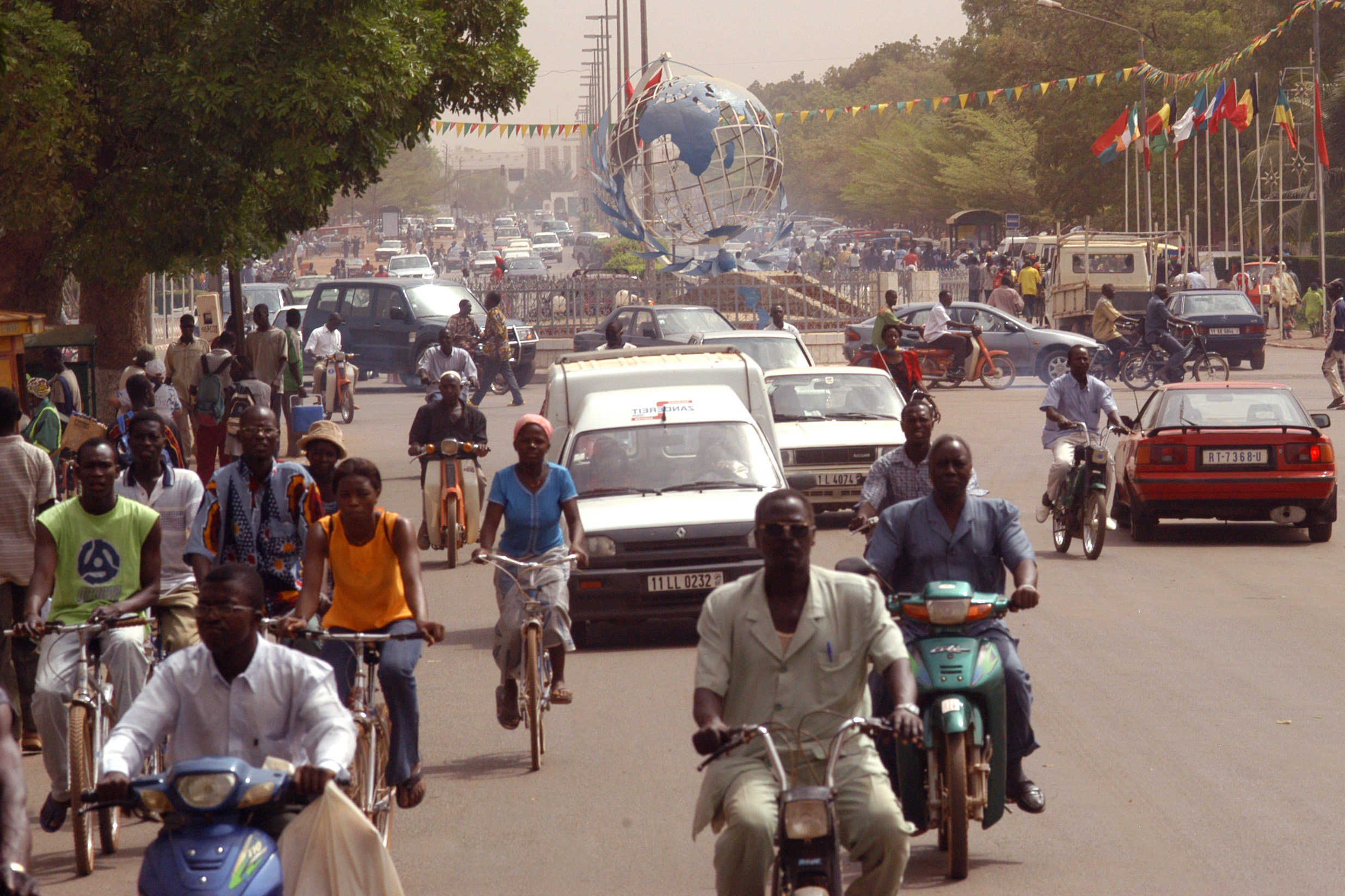
首都ワガドゥグー

1950年以降のブルキナファソにおける一人当たりのGDP

IMFの推計によると、2013年のブルキナファソのGDPは120億ドルである。一人当たりのGDPでは711ドルとなり、隣国のガーナやコートジボワールと比べると半分ほどで、世界平均の10%未満の水準にある。輸入超過を慢性的に計上しているが、1994年から貿易額自体が膨張し、赤字もふくらんでいる。

色と面積で示したブルキナファソの輸出品目（2019年時）

農業を主体とする第一次産業の従事者が78.4％（2006年）、GDPの35％を占めているが、表土は痩せたラテライトに覆われており、灌漑設備も整っていないため天水農業が主である。全世界の生産量では雑穀（ほとんどがトウジンビエである）が7位、ソルガムが10位を占める（2014年）。輸出用作物としては綿花が重要であり、2015年には総輸出の13.6％を占める第2位の輸出品となっているほか、世界7位の生産量を誇るゴマも輸出品として重要であり、2015年には輸出の7.8％を占める第3位の輸出品となっている。
すでにフランス植民地時代より人口過剰のため、周辺諸国への出稼ぎがさかんに行われてきた。こうした移民の流出先は南側の沿岸諸国、なかでも特にコートジボワールが大半を占めており、1988年の時点でコートジボワールにいた300万人の移民のうち、ブルキナファソ人は51％、150万人以上にも上っていた。こうした移民の多くはカカオ農園の労働者として働いているが、コートジボワール大統領だったコナン・ベディエの「イボワリテ」政策以降、労働条件が悪化。多数が帰国した。
国内で電力需給を賄うことができず、隣国から電力を輸入している。このため2030年を目標に電力需要の30%を太陽光発電で賄うことを目指しており、2017年には首都ワガドゥグー郊外に西アフリカ最大規模の出力33MWの太陽光発電所が建設されている。
ブルキナファソはアフリカ商法調和機構(OHADA)の加盟メンバーの一国となっている。

### 鉱業

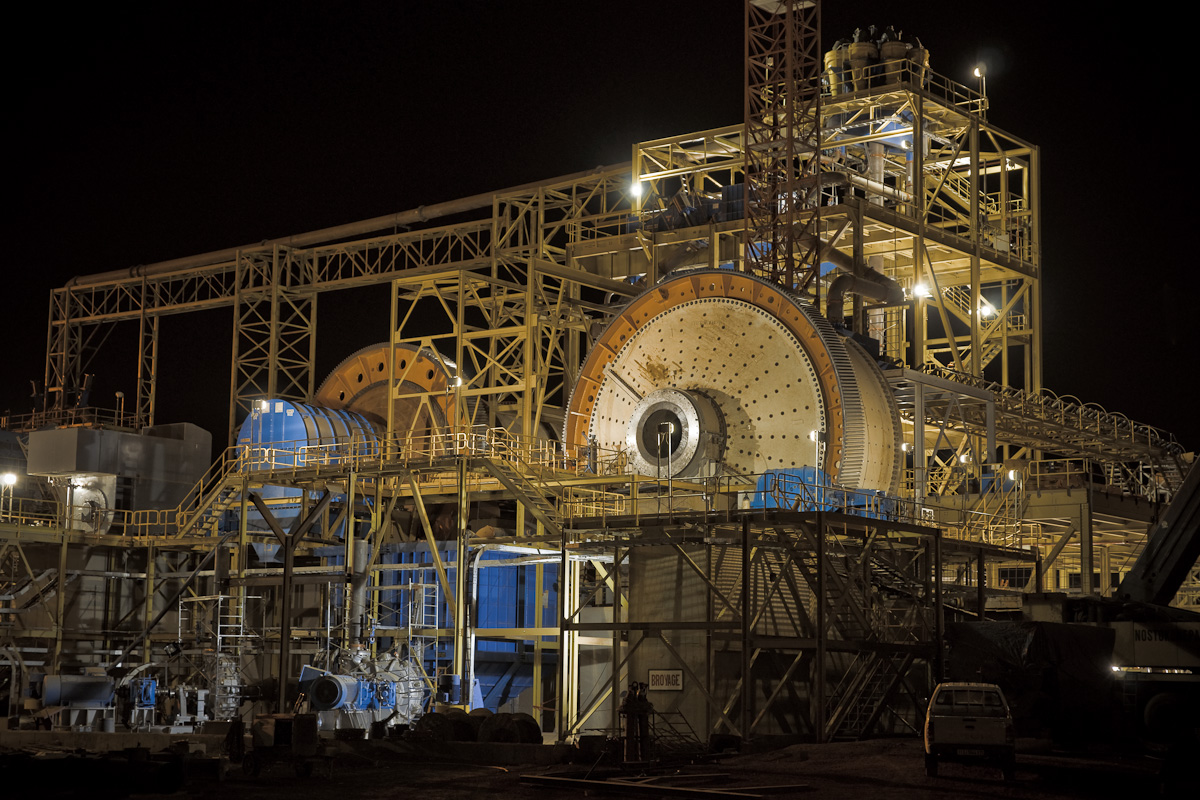
エサカネ鉱山にある処理施設の機器

古代から重要だった金の採掘は現代でも続いており、2008年の5トンから2009年には11トン以上、2014年には36トンにまでに伸びている。1991年以来、鉱山地理局をふくむ国営企業の民営化を推進したことにより投資環境が整備された。その結果、2009年に鉱山開発権の付与数が前年比62件増の599件となり、同部門への投資額は約734億円に上った。外資の出所は、イギリス、カナダ、オーストラリア、アメリカなどの企業であるが、当然ながら多国籍企業もふくまれる。2015年には金の輸出は総輸出の61.7％を占め、ブルキナファソ経済の柱となっている。鉱山は零細企業も多く、危険と隣り合わせになっている。また、少なからず児童労働がはびこっており問題視されてきた。ユニセフなどのプロジェクトにより、児童労働は2000年から2012年の間に3分の2まで減少したが、極端な貧困という背景もありゼロには至らない。

## 交通

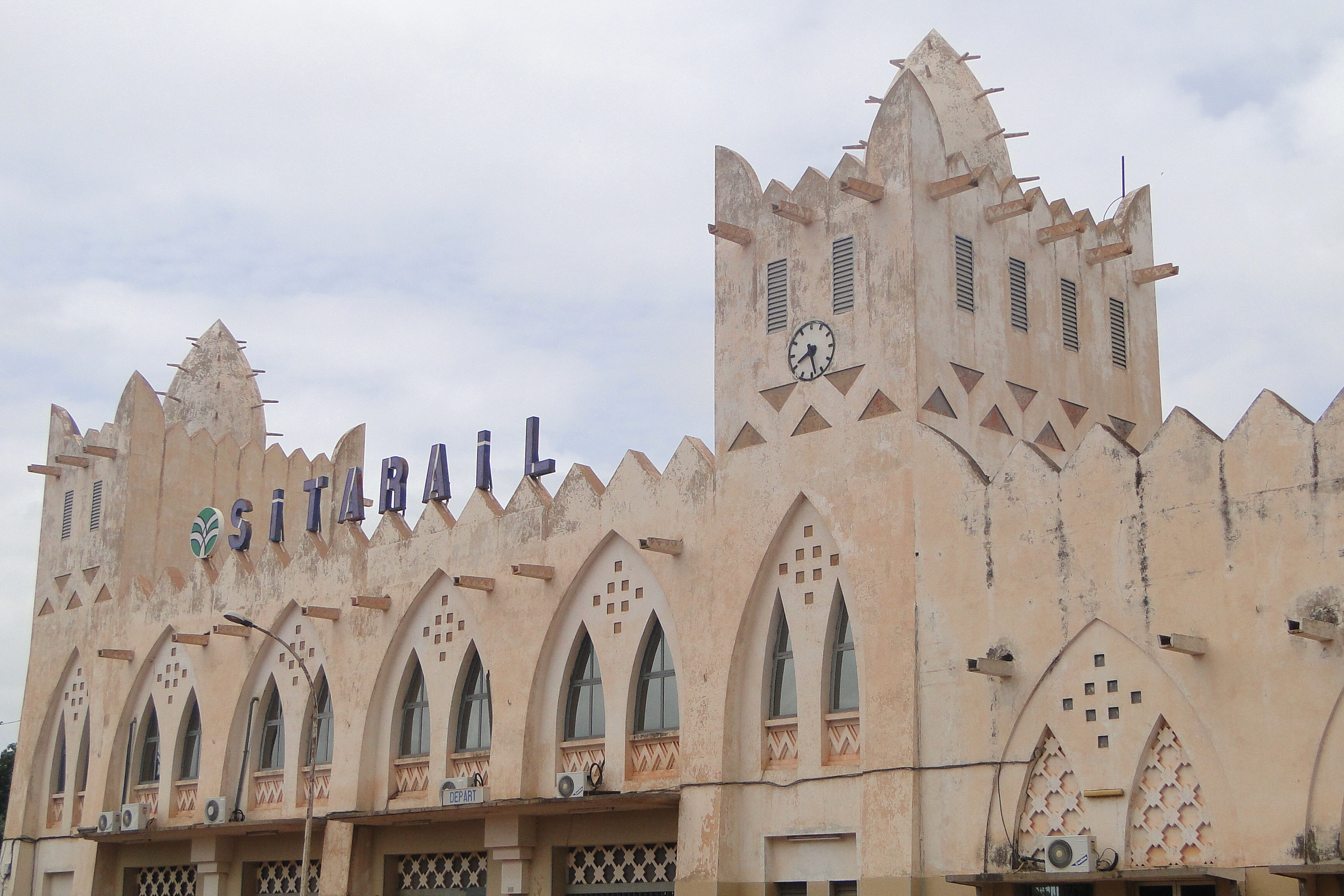
植民地時代に作られた鉄道駅（ボボ・ディウラッソ）

交通としては、植民地時代の1954年に開通したアビジャン・ニジェール鉄道が首都ワガドゥグーからクドゥグやボボ・ディウラッソを通って、南のコートジボワールの最大都市・輸出港であるアビジャンとの間を結んでいる。1991年にはワガドゥグーから北のカヤまで延伸された。
貨物輸送が主で旅客輸送も行っているものの、老朽化や輸送力の少なさによって経営難が続いており、輸送の主力は道路交通へと移行している。

### 航空
空運は、ワガドゥグー空港とボボ・ディウラッソ空港の2つの国際空港が存在するほか、地方にいくつかの小規模な空港が存在する。ワガドゥグー空港はエール・ブルキナがハブ空港としており、ボボ・ディウラッソや周辺諸国へ航空便を就航させている。

## 科学技術
ブルキナファソは2009年時点で、GDPの0.20% を研究開発 (R&D) に費やしているが、これは西アフリカにおいて最も低い割合と見られている。
研究者の2010年時における比率である48人（人口100万人辺り）は、サハラ以南のアフリカ地域の平均比率の2倍以上であり、ガーナとナイジェリアの比率である39人よりも高くなっている。ただし、セネガルの比率(人口100万人辺りにつき361人)よりは はるかに低くなっている。
なお2010年時点のブルキナファソでは、研究者の46% が保健分野、16% が工学、13% が自然科学、9% が農学、7% が人文科学、4% が社会科学の分野で所属・活動している。

## 国民

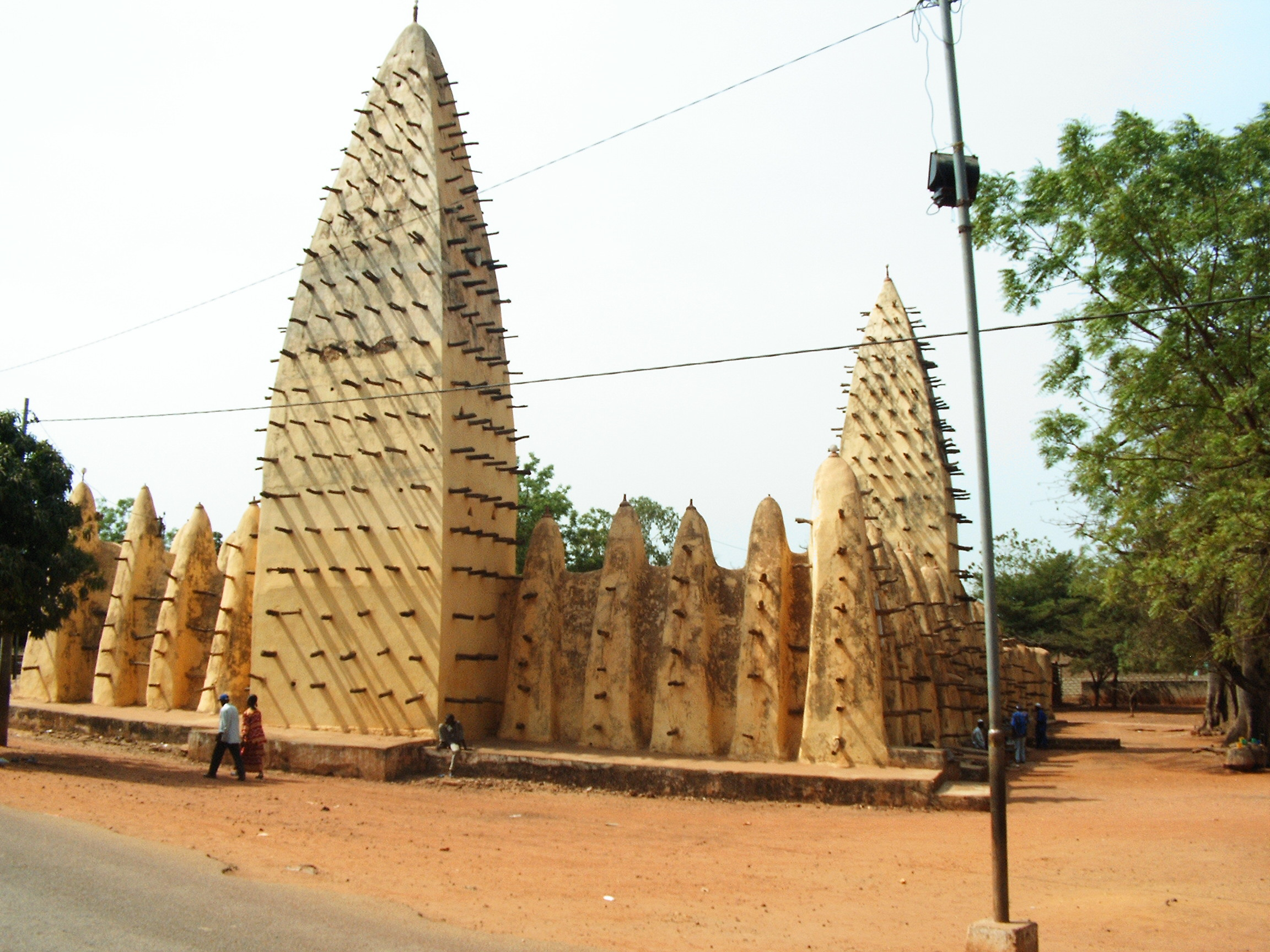
第2の都市ボボ・ディウラッソにあるイスラームの大モスク。

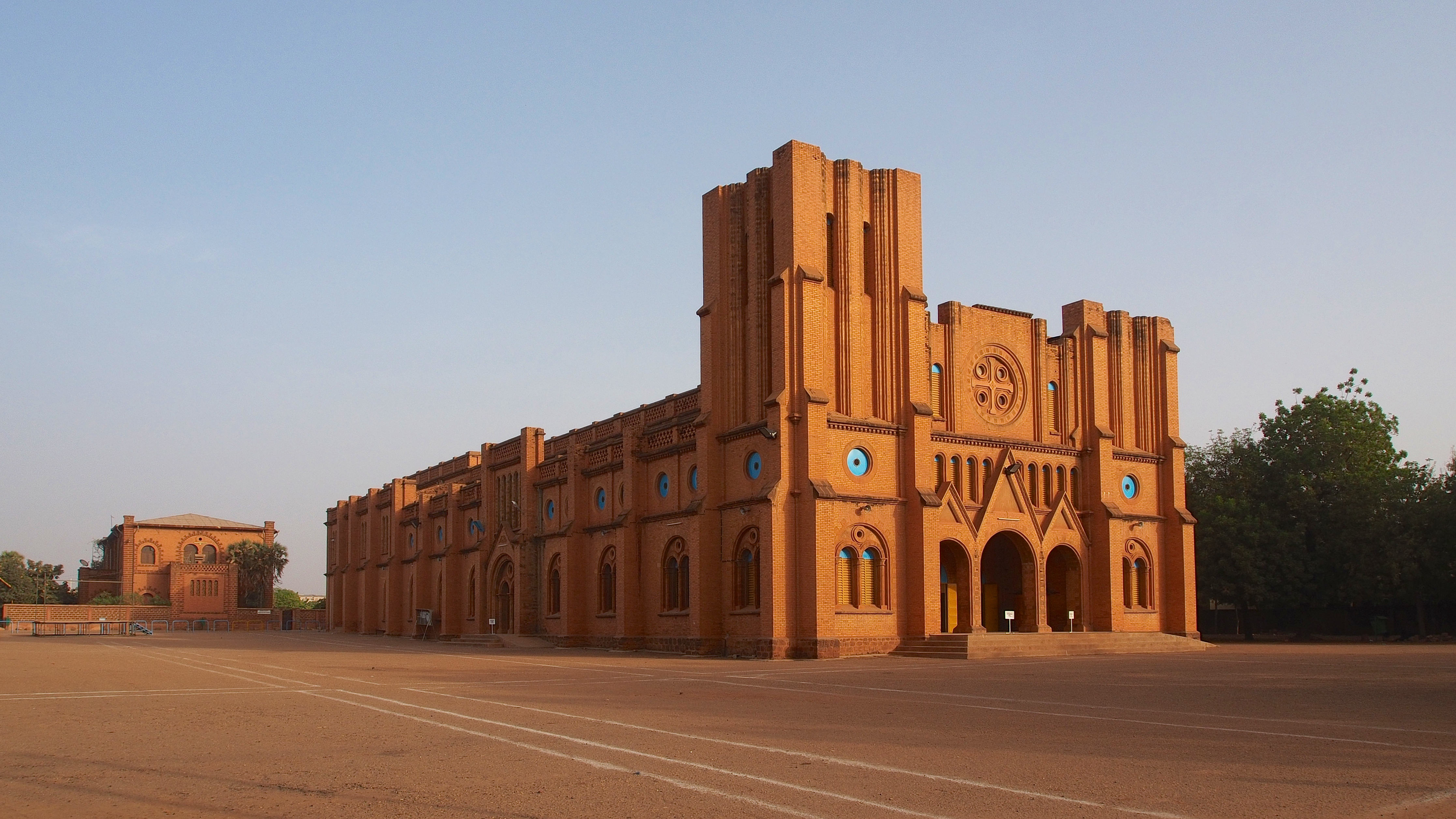
首都ワガドゥグーにあるカトリック教会の大聖堂。

人口は約2,100 万人。その内の100万人以上が国内避難民となっている。

### 民族
モシ人が約40%、プル人（フラニ人）、グルマンチェ人、グルンシ人、ボボ人、ロビ人、マンデ人などモシ人以外の民族が約60%を占める。

### 言語
公用語はフランス語であり、90%の国民がモシ語などニジェール・コンゴ語族のスーダン系言語を話している。

### 宗教
イスラームが60%、ローマ・カトリックが19%、アニミズムが15.3%、プロテスタントが4.2%、その他が0.6%、無宗教が0.4%である。ブルキナファソのイスラームはスンナ派のマーリク法学派が優勢である。

### 教育
2003年の推計によれば、15歳以上の国民の識字率は21.8%（男性：29.4%、女性：15.2%）である。2010年の教育支出はGDPの4%だった。教育制度は小学校6年、中学校4年、高校3年、大学4年であり、小学校・中学校の10年間が義務教育である。教授言語はフランス語である。

## 治安
2010年代半ば以降、サヘル地域でのイスラム過激派テロの台頭により、イスラム国（またはアルカーイダ）と部分的に同盟している幾つかの民兵組織がブルキナファソ国内で活動し、マリとニジェールの国境を越えて活動範囲を広げているといった深刻な事態に陥っている。
これに伴い2016年以降、同国内では、イスラム過激派組織によるテロが急増している。当初、北部地方を中心に相次いで発生していた治安機関や行政機関などを標的とした襲撃や誘拐は、その後は東部、南部及び西部地方にも拡大しており、最近では一般市民を標的とした事件も見受けられる。特にマリやニジェールといった治安が不安定な国々との国境付近では、イスラム過激派組織が活発に活動しており、テロや誘拐のリスクが極めて高い危険な地域となっている。
また、ブルキナファソにおいては一部地域で民族間の衝突をはじめ、都市を中心に窃盗、強盗（路上封鎖や銃器によるものも含む）などの一般犯罪も発生しており、治安情勢は悪化傾向にある。

### 食文化

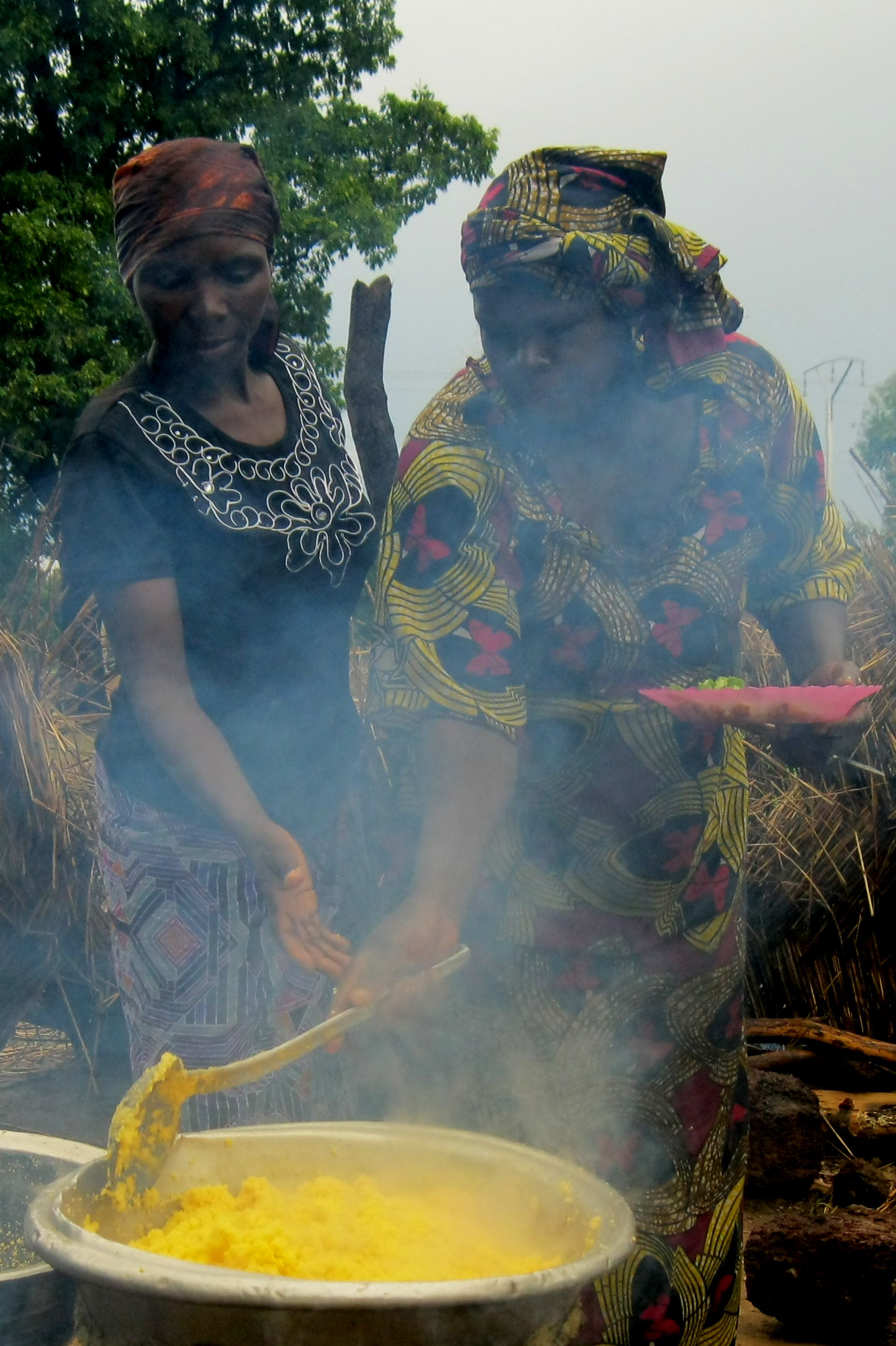
国内の村におけるトーの調理光景

### 文学

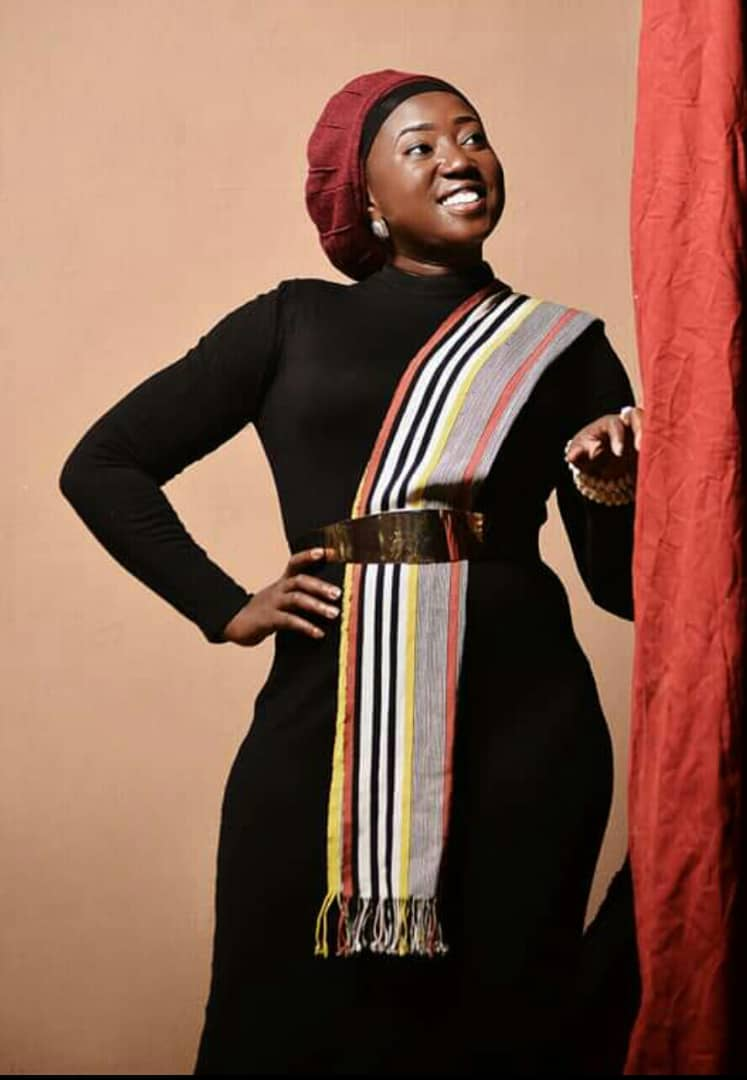
マリカ・ワタラ
彼女はブルキナファソを代表する詩人であり、音楽家としても活動している

### 美術

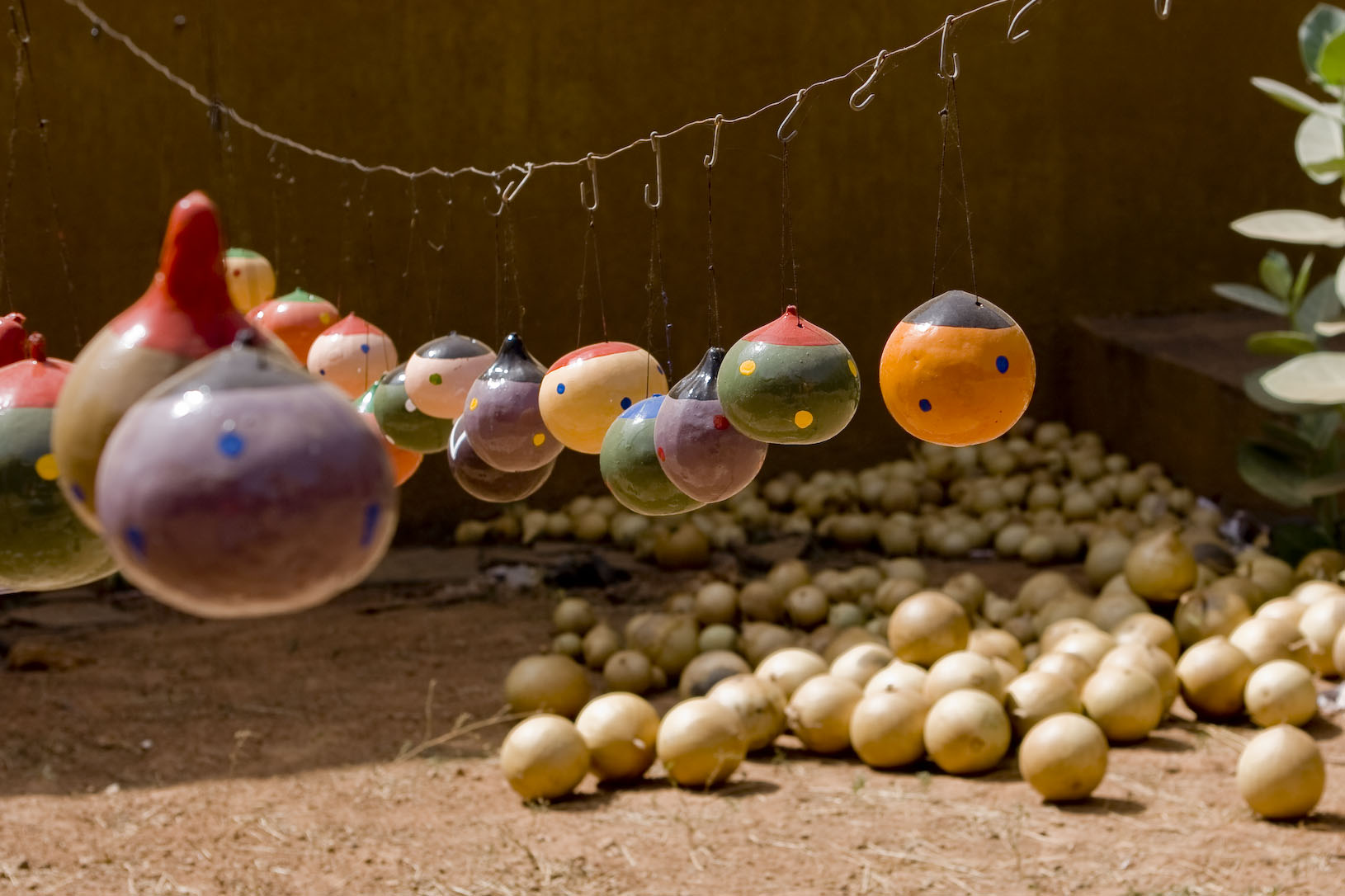
ヒョウタンのガーランド
ワガドゥグーの手芸職人による作品で装飾的な色合いが特徴となっている

## 文化

### 映画
ブルキナファソでは1969年以降、首都・ワガドゥグーでアフリカ最大の映画祭の一つである『ワガドゥグ全アフリカ映画祭』が開催されている。

### 世界遺産
ブルキナファソ国内には、ユネスコの世界遺産リストに登録された文化遺産が2件、自然遺産が1件存在する。2009年には国内最初の世界遺産としてロロペニの遺跡群が登録され、2017年にはニジェールのみの登録となっていたW国立公園が、隣接するベナン・ブルキナファソ両国を含む形でW・アルリ・パンジャリ自然公園群として拡大された。その後、2019年にはブルキナファソの古代製鉄遺跡群が文化遺産として登録された。

### 祝祭日
| 日付                            | 日本語表記             | 現地語表記                       | 備考                                     |
| ------------------------------- | ---------------------- | -------------------------------- | ---------------------------------------- |
| 1月1日                          | 元日                   | Jour de l'an                     |                                          |
| 1月3日                          | 1996年反乱記念日       |                                  |                                          |
| 3月8日                          | 国際婦人デー           | Journée de la femme              |                                          |
| 春分の日以降の満月の 次の日曜日 | 復活祭                 | Pâques                           | 変動あり                                 |
| 5月1日                          | メーデー               | Fête du Travail                  |                                          |
| 復活祭から40日後                | 主の昇天               | Ascension                        |                                          |
| 復活祭から50日後                | ペンテコステ           | Pentecôte                        |                                          |
| 8月4日                          | 人民共和国発足記念日   | Anniversaire de la révolution    |                                          |
| 8月5日                          | 独立祭                 | Fête de l'indépendance           |                                          |
| 8月15日                         | 聖母被昇天             | Assomption                       |                                          |
| 10月15日                        | 国家改善運動の日       | Anniversaire de la rectification |                                          |
| 11月1日                         | 諸聖人の日             | Toussaint                        | 全ての聖人と殉教者を記念する日           |
| 12月11日                        | 独立記念日             | Fête nationale                   | フランスの自治共和国になった日           |
| 12月25日                        | クリスマス             | Noël                             | イエス・キリスト生誕                     |
| ヒジュラ暦第3月12日             | 預言者生誕祭           | Mouloud                          | 預言者ムハンマドのヒジュラ暦による誕生日 |
| ヒジュラ暦第9月                 | ラマダーン             | Ramadan                          |                                          |
|                                 | イード・アル＝アドハー | Tabaski (Aïd el-Kebir)           | ラマダン明けから70日後                   |

### スポーツ
サッカー
ブルキナファソ国内でも他のアフリカ諸国同様に、サッカーが圧倒的に1番人気のスポーツとなっている。1961年にサッカーリーグのブルキナファソ・プレミアリーグが創設された。ブルキナファソサッカー協会によって構成されるサッカーブルキナファソ代表は、これまでFIFAワールドカップには未出場である。しかしアフリカネイションズカップには12度出場しており、2013年大会では準優勝に輝いている。

## 著名な出身者
- トーマス・サンカラ - 政治家、革命家
- アラサン・ドラボ - 彫刻家
- イドリッサ・ウエドラオゴ - 映画監督
- ガストン・カボーレ - 映画監督
- ウィルフリード・サヌ - 元サッカー選手
- バカリ・コネ - サッカー選手
- ベルトラン・トラオレ - サッカー選手
- ラシナ・トラオレ - サッカー選手
- ユーグ・ファブリス・ザンゴ - 陸上競技選手